# Cangoderces koupeensis
Cangoderces koupeensis är en spindelart som beskrevs av Léon Baert 1985. Cangoderces koupeensis ingår i släktet Cangoderces och familjen Telemidae.
Artens utbredningsområde är Kamerun. Inga underarter finns listade.